# Princess of the Dark
Princess of the Dark è un film muto del 1917 diretto da Charles Miller sotto la supervisione di Thomas H. Ince. Fu il primo ruolo da protagonista in un film statunitense per l'attrice australiana Enid Bennett.

## Trama
Fay, cieca dalla nascita, vive poveramente con il padre James Herron in una squallida città mineraria. Le miserie quotidiane non la toccano e lei vive in un mondo di fantasia dove tutto è meraviglioso. Il suo compagno di giochi, il gobbo Crip è considerato dalla ragazza un principe azzurro e la caverna dove vive le sue splendide avventure, il regno delle fate. Un giorno il figlio del ricco proprietario della miniera, John Rockwell, incontra Fay e resta incantato dalla sua purezza e dal suo idealismo. Entra così a far parte anche lui del mondo magico di Fay, detronizzando a poco a poco Crip che ama la fanciulla. John, preso dalla pena per Fay, riesce a trovare le cure per ridarle la vista. Quando vede com'è veramente il mondo, la ragazza si rende conto anche dell'aspetto di Crip. Lui, disperato, si uccide. Il suo corpo giace nella caverna, ormai inesistente mondo delle fate. Quando Fay porta John a visitare il suo vecchio covo, i due vi scoprono il cadavere di Crip.

## Produzione
Il film fu prodotto dalla New York Motion Picture e dalla Kay-Bee Pictures

## Distribuzione
Distribuito dalla Triangle Distributing, uscì nelle sale cinematografiche USA il 18 febbraio 1917.